# 장가오리
장가오리(중국어 간체자: 张高丽, 1946년 11월 1일 ~ )는 중화인민공화국의 정치인이다. 산둥성 당위원회 서기와 톈진시 당위원회 서기를 거쳐,  중국공산당 중앙정치국 상무위원 겸 국무원 제1부총리를 지냈다.

## 이력
1970년 샤먼 대학 경제학부 계획통계학과에서 경제학 학사 학위를 받았으며, 졸업 후에는 석유부 마오밍(茂名)석유공업공사에 취직을 했다. 이후 생산지휘부 비서에 소속되었다. 1973년 11월, 중국공산당에 입당했다. 1980년부터 1984년까지 회사의 내부 조직인 당위원회 상무위원과 계획소 소장 그리고 부사장을 지냈다.
1988년부터 1997년까지 광둥성 부성장을 지냈고, 1993년부터 1998년까지는 광둥 성 당위원회 상무위원을 겸했다. 1997년에는 선전시 당위원회 서기에 올라 2001년까지 역임했다. 2001년부터 산둥성 당위원회 부서기를 맡았으며, 2003년까지 성장 대행 겸 성장을 지냈다. 2002년부터 2007년까지 산둥 성 당위원회 서기를 역임했다. 2007년부터는 중국공산당 중앙정치국 위원직과 함께 톈진시 당위원회 서기를 지냈다. 2012년부터 2017년까지 중국공산당 중앙정치국 상무위원을 지냈다.

## 사건
중국의 테니스 선수 펑솨이를 성추행한 의혹이 있으며 펑솨이가 이를 폭로하자마자 펑솨이가 행방불명되었다.

## 기타
2003년 10월, 산둥성 당위원회 서기 시절에 경제협력 논의를 위해 대한민국 경기도를 방문했다.